# Waldhorn (Ludwigsburg)
Das Restaurant Waldhorn mitten in Ludwigsburg wurde zu Beginn des 18. Jahrhunderts als Wirtshaus errichtet. An der Schlossstraße (B 27) liegt es gegenüber dem Residenzschloss. Der Gasthof beherbergte Wolfgang Amadeus Mozart und wie es heißt Casanova. Heute ist in dem denkmalgeschützten Gebäude ein Restaurant mit 190 Innen- und 30 Außenplätzen untergebracht, das aber inzwischen nicht mehr Waldhorn, sondern Yoake – The Finest Asia Kitchen heißt.

## Geschichte
Eberhard Ludwig legte 1704 den Grundstein zum Residenzschloss Ludwigsburg, damals nur ein kleines Schloss. Westlich davon entstand ein Kavaliersbau. Dieser wurde bereits 1706 wieder abgebrochen. Mit den verwertbaren Überresten errichtete man das Waldhorn als Wirtshaus für die Arbeiter des Schlosses als auch für die Gäste des Herzogs. Damit ist das Waldhorn das älteste bürgerliche Gebäude und quasi der Anfang der Stadt Ludwigsburg. Da Französisch die Modesprache der damaligen Zeit und Eberhard Ludwig ein leidenschaftlicher Jäger war, wurde das Wirtshaus À la trompe d’or (zu deutsch Zum Goldenen Waldhorn) genannt. Das Wirtshaus wurde pachtweise Johann Valentin Arnsberger überlassen. Nachdem sich die Ansiedlung immer weiter entwickelte und Arnsberger Ortsvorstand von Ludwigsburg wurde, wurde ihm das Waldhorn käuflich überlassen.

### Aufenthalt der Familie Mozart
Am Abend des 9. Juli 1763 erreichte der siebenjährige Wolfgang Amadeus Mozart zusammen mit seinem Vater Leopold und seiner Schwester Maria Anna Ludwigsburg. Nach dem Besuch bei Niccolò Jommelli am nächsten Tag wollten sie weiterreisen. Da sich aber keine Pferde für die Kutsche auftreiben ließen, waren sie gezwungen, eine weitere Nacht im Waldhorn zu verbringen. Vater Leopold nutzte diese Zeit und schrieb einen Brief nach Salzburg und berichtete, dass „wenn ich zum Fenster stand, so glaubte ich nichts als Soldaten zu sehen, die bereit wären, eine Person auf einer Comedie oder opera vorzustellen“. Am nächsten Morgen um acht Uhr reisten sie weiter nach Bruchsal.

### Casanovas Aufenthalt
Giacomo Casanova berichtete, dass er bei seinem Besuch in Ludwigsburg im Juli 1767 „in der Post, einem sehr guten Gasthofe“ abstieg. Da es aber solch einen Gasthof in Ludwigsburg nicht gab, deutete er vielleicht das Waldhorn im Wirtshausschild als Posthorn und meinte das Waldhorn mit dem Gasthof zur Post.